# Danny Ings
Daniel William John Ings (ur. 23 lipca 1992 w Winchesterze) – angielski piłkarz występujący na pozycji napastnika w angielskim klubie West Ham United. W latach 2015–2020 reprezentant Anglii.

## Kariera klubowa

### Początki
Ings urodził się w Winchesterze w hrabstwie Hampshire i dorastał w miejscowości Netley. Jako dziecko uczęszczał do Netley Abbey Primary School i Hamble Community Sports College. Ings marzył o graniu w lokalnym klubie Southampton, ale nie dostał się do drużyny, ponieważ stwierdzono, że jest zbyt niski. W maju 2008 roku podpisał 2-letni kontrakt z Bournemouth. Zadebiutował w dniu 6 października 2009 roku, w zwycięskim spotkaniu 2:1 z Northampton Town w rozgrywkach Football League Trophy, zastępując Jasona Tindalla w drugiej połowie. Pozostał w zespole młodzieżowym do lata 2010 roku, kiedy podpisał krótkoterminowy trzymiesięczny kontrakt. Przedłużył umowę we wrześniu 2010 roku, do końca kampanii 2010/11.
Został wypożyczony na okres 1 miesiąca do klubu grającego w Conference South - Dorchester Town. Jego debiut miał miejsce 11 września, gdzie zdobył wyrównującą bramkę w przegranym 1:2 meczu z Ebbsfleet United. Drugi raz trafił do siatki 24 września, zdobywając gola w wygranym 4:1 starciu z Mangotsfield United w Pucharze Anglii. 6 października jego wypożyczenie zostało przedłużone o kolejny miesiąc. Dobra forma zawodnika sprawiła, że 12 listopada klub po raz kolejny przedłużył wypożyczenie o dodatkowy miesiąc. 23 listopada Bournemouth musiał skrócić wypożyczenie zawodnika z powodu kontuzjowanych napastników w klubie. 30 listopada 2010 roku podpisał nową umowę, która będzie obowiązywać do 2012 roku. W barwach Wisienek zadebiutował 28 grudnia 2010 roku, przeciwko Milton Keynes Dons w League One, gdzie został zastąpiony w pierwszej połowie przez Steve'a Fletchera. Ings stał się podstawowym zawodnikiem i strzelił swojego pierwszego gola w meczu z Swindon Town 1 lutego 2011 roku. Jego forma została wynagrodzona nowym kontraktem obowiązującym do 2013 roku. Latem 2011 roku, napastnik był łączony z przenosinami do Celtiku, a zainteresowanie wyraziły także drużyny Premier League - Liverpool i Newcastle United. W lipcu 2011 roku został nagrodzony piątą umową w ciągu dwunastu miesięcy, czym stał się jednym z najlepiej zarabiających zawodników w klubie.

### Burnley
15 sierpnia 2011 roku Ings podpisał kontrakt z klubem Championship - Burnley na nieujawnioną kwotę, o wartości około 1 miliona funtów. Zadebiutował w dniu 14 lutego 2012 roku, w wygranym 2:0 spotkaniu z Barnsley na Turf Moorre. Pierwszego gola zdobył 31 marca.
Sezon 2012/13 rozpoczął jako podstawowy napastnik, ze względu sprzedaży Jaya Rodrigueza do Southampton. Odniósł kolejną poważną kontuzję kolana, co wykluczyło go z gry na okres sześciu miesięcy.Po odejściu najlepszego strzelca Charliego Austina do Queens Park Rangers, Ings stał się głównym napastnikiem przed sezonem 2013/14. Początek sezonu w wykonaniu Anglika był bardzo dobry - zdobył dwie bramki w pierwszych trzech meczach ligowych, a także bramkę w Pucharze Ligi przeciwko York City. Dostał nagrodę dla najlepszego zawodnika miesiąca Football League Championship za miesiąc październik.
W marcu 2014 roku, Ings wraz z drużyną wywalczył awans do Premier League, a rozgrywki ukończył z 22 bramkami na koncie. W dniu 19 sierpnia zadebiutował w Premier League w przegranym 1:3 meczu z Chelsea. 26 października po raz pierwszy w sezonie wpisał się na listę strzelców, jednak to nie uchroniło The Clarets od porażki z Evertonem. 22 listopada Ings strzelił dwa gole w wygranym 2:1 starciu przeciwko Stoke, czym zapewnił pierwszą wygraną w tym sezonie. 13 grudnia wystąpił po raz setny dla Burnley. Na przełomie stycznia i lutego 2015 roku Ings zdobył pięć bramek w sześciu meczach. W 35 meczach na poziomie Premier League strzelił 11 goli.

### Liverpool
8 czerwca 2015 roku Liverpool ogłosił, że ustalił warunki osobiste z zawodnikiem. Zadebiutował w przegranym 0:3 meczu z West Hamem na Anfield. Na arenie międzynarodowej po raz pierwszy wystąpił 17 września w fazie grupowej Ligi Europejskiej przeciwko Girondins Bordeaux, jako zmiennik Divocka Origiego. Trzy dni później zastąpił Christiana Benteke po pierwszej połowie i w ciągu trzech minut od wejścia na boisko zdobył swojego pierwszego gola w meczu z Norwich.
W dniu 15 października 2015 roku, podczas sesji treningowej, Ings doznał urazu więzadła krzyżowego w lewym kolanie i został wykluczony na pozostałą część sezonu. Powrócił wcześniej niż oczekiwano, i zdążył wystąpić w ostatnim meczu sezonu przeciwko West Bromwich. Zawodnik rozpoczął sezon 2016/17, grając w rezerwach zespołu. 25 października 2016 roku po raz kolejny doznał kontuzji, tym razem w prawym kolanie, co skutkowało kolejna przerwą na okres 9 miesięcy.

### Southampton
9 sierpnia 2018 roku dołączył do Southampton, w formie wypożyczenia do końca sezonu, z koniecznością wykupu za 18 mln funtów, plus 2 mln w zależności od występów zawodnika.

## Kariera reprezentacyjna
3 października 2013 roku Ings otrzymał swoje pierwsze międzynarodowe powołanie do reprezentacji Anglii U-21 przez Garetha Southgate. Zadebiutował tydzień później, wchodząc z ławki rezerwowych w wygranym 4:0 meczu z San Marino. 19 listopada wystąpił w drugim meczu i strzelił dwa gole, gdy Anglia wygrała 9:0 również z San Marino. Rozegrał 13 spotkań i strzelił cztery gole dla kadry U-21 w latach 2013-2015.
1 października 2015 roku otrzymał powołanie do seniorskiej reprezentacji Anglii od selekcjonera Roya Hodgsona, na finałowe mecze eliminacyjne UEFA Euro 2016 z Estonią i Litwą. Zadebiutował 12 października, zastępując Harry'ego Kane'a w 59 minucie.

## Statystyki klubowe
Aktualne na dzień 13 maja 2019 r.
| 2009/10            | Bournemouth        | League Two         | 0   | 0  | 0 | 0 | 0  | 0 | — | — | 1   | 0  |
| 2010/11            | Dorchester (wyp.)  | Conference South   | 9   | 4  | 2 | 2 | —  | — | — | — | 13  | 7  |
| 2010/11            | Bournemouth        | League One         | 28  | 8  | — | — | 0  | 0 | — | — | 28  | 8  |
| 2011/12            | Bournemouth        | League One         | 1   | 0  | — | — | 0  | 0 | — | — | 1   | 0  |
| 2011/12            | Burnley            | Championship       | 15  | 3  | 0 | 0 | 0  | 0 | — | — | 15  | 3  |
| 2012/13            | Burnley            | Championship       | 32  | 3  | 1 | 0 | 0  | 0 | — | — | 33  | 3  |
| 2013/14            | Burnley            | Championship       | 40  | 20 | 1 | 1 | 4  | 4 | — | — | 45  | 25 |
| 2014/15            | Burnley            | Premier League     | 35  | 11 | 1 | 0 | 1  | 0 | — | — | 37  | 11 |
| 2015/16            | Liverpool          | Premier League     | 6   | 2  | 0 | 0 | 1  | 1 | 2 | 0 | 9   | 3  |
| 2016/17            | Liverpool          | Premier League     | 0   | 0  | 0 | 0 | 2  | 0 | — | — | 2   | 0  |
| 2017/18            | Liverpool          | Premier League     | 6   | 1  | 1 | 0 | 1  | 0 | 4 | 0 | 12  | 1  |
| 2018/19            | Southampton        | Premier League     | 24  | 7  | 0 | 0 | 1  | 1 | 0 | 0 | 25  | 8  |
| Łącznie w karierze | Łącznie w karierze | Łącznie w karierze | 196 | 59 | 6 | 3 | 10 | 6 | 6 | 0 | 221 | 69 |

## Sukcesy
Burnley
- Wicemistrzostwo Championship: 2013/2014

Liverpool
- Finalista Ligi Europy: 2015/2016
- Finalista Ligi Mistrzów: 2017/2018

Indywidualne
- Drużyna roku Championship: 2013/2014
- Gracz miesiąca w Championship: październik 2013
- Gracz roku w Championship: 2013/2014

## Życie prywatne
Poza piłką nożną, Ings często bierze udział w akcjach charytatywnych. W listopadzie 2014 roku uruchomił i sfinansował projekt Danny Ings Disability Sport Project, po tym, jak zainspirował go młody, niepełnosprawny kibic Burnley. Jego ojciec, Shayne Ings, początkowo grał jako skrzydłowy, a następnie na pozycji obrońcy w Netley Central Sports. Obecnie pracuje jako murarz, a rodzina nadal mieszka w Netley.